# Google即时

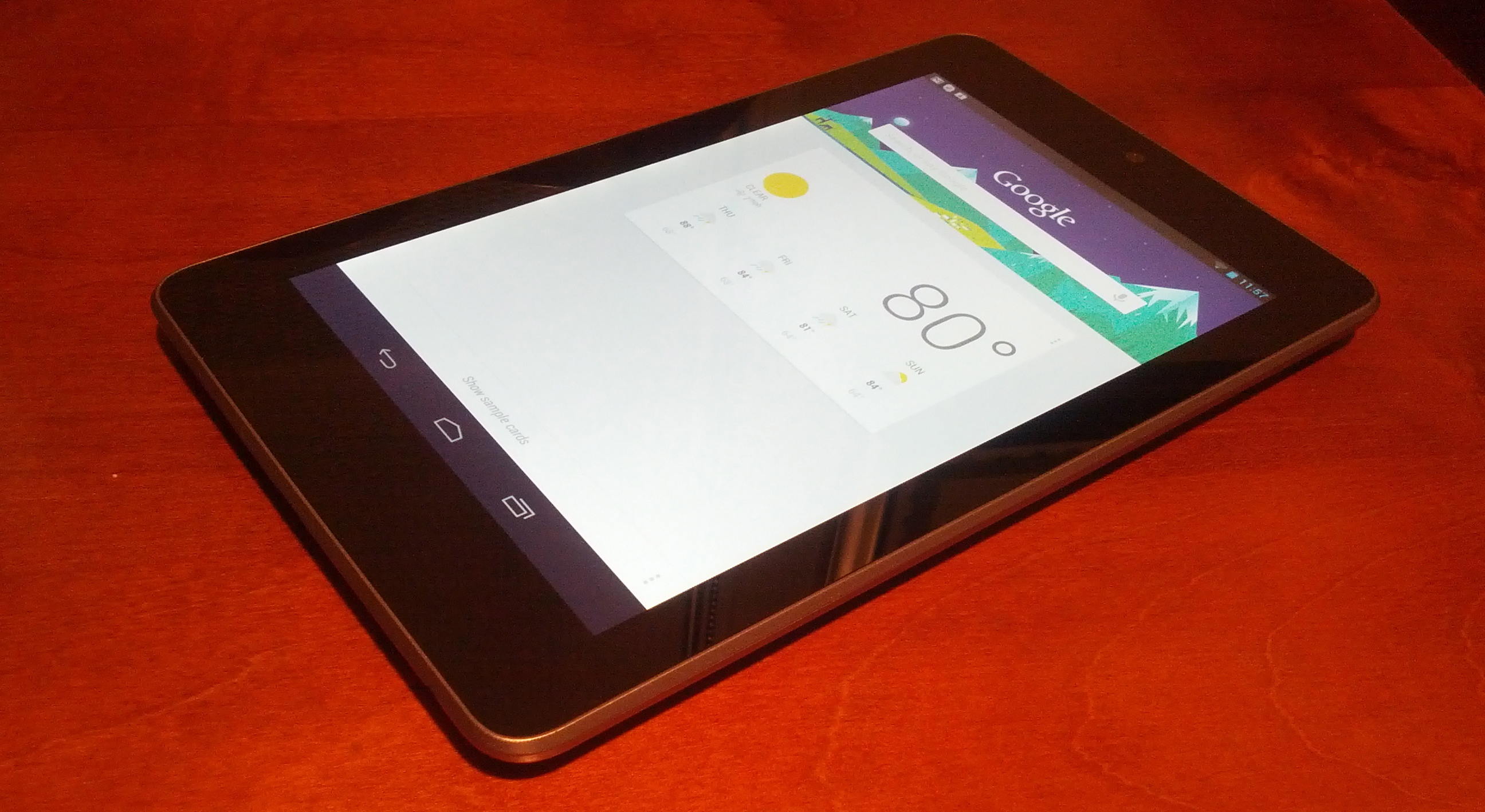
Nexus 7 Google Now

Google即時資訊是一款由Google開發的智慧型個人助理軟體，擴充了Google搜尋手機應用程式的功能。Google即時資訊最初在Android、iOS及Google Chrome上使用，後來Google從Google Chrome上移除。
Google即時資訊使用自然語言使用者介面（Natural language user interface）透過一系列的Web服務來進行回答問題、提供建議、執行動作之行為。在回應使用者時，Google Now會基於使用者過往的的搜尋習慣來預測其所可能需要的資訊。Google Now最初被包含在Android 4.1 Jelly Bean（譯為雷根糖或果凍豆）之中，首先支援的智慧型手機為Galaxy Nexus。
美國雜誌《科技新时代》（Popular Science）將Google即時資訊評選為2012年的「年度創新」（英語：Innovation of the Year）。
2013年4月29日，Google Now可在iOS版本的Google搜尋行動應用程式內使用。
自2015年起，Google开始逐渐减少对“Google即時資訊”这一称呼的使用。其功能被集成到Google App中的“Feed”中（此功能后改名“Discover”）。。现在Now的大部分功能可以被Google个人助理取代。

## 历史
2011年年底，有報導稱Google將會在Android的Google語音搜尋下一版本中作出重大更新。其最初的研發代號為「Majel」，即金·羅登貝瑞的妻子瑪婕爾·巴瑞（Majel Barrett），以星艦奇航記中電腦系统的聲音聞名；其另一個代號是「Assistant」（中文為「助理」、「助手」之意）。
2012年6月27日，Google Now在Google I/O中亮相，被當作是Android 4.1最重要的示範功能之一。
2012年10月29日，Google Play商店更新Google Now，增加了的Gmail的卡片功能。Google Now在卡片中顯示使用者的的Gmail帳號中的資訊，包括航班資訊、包裹追蹤資訊、預定旅館和預約餐廳。其他新功能包括藉由使用者所在位置和網頁紀錄的來提供的電影、演唱會、股票和新聞卡片。新功能還包括利用語音輸入來新建日曆活動的功能。
2012年12月5日，Google搜尋應用程式的更新為Google Now帶來了幾個新功能，包括：附近的活動；在博物館或商店使用相片搜尋；從電子郵件中提供登機證（僅聯合航空，將支援更多航空公司）；旅行目的地的天氣；生日提醒；單車及步行活動的月報表表。新的語音指令功能包括從Google+貼文、歌曲識別功能和條碼掃描功能。
2013年3月21日，Google執行董事長（Eric Emerson Schmidt）表示，Google已經將iOS版本的Google Now送至至蘋果公司審核，且正等待批准，但他後來澄清此非事實。。之後，蘋果也否認了此事。儘管如此，在2013年4月29日，開始可以在iOS的Google搜尋3.0版本的行動應用程式內使用Google Now。Google Now在Android版本與iOS版本之中的所有功能並非完全相同。
2012年12月，根據Google Chrome的代碼審查紀錄，Google Now也有望被添加到Google Chrome的桌面版本。根據CNET的塞斯·羅森布拉特（Seth Rosenblatt），謠傳2013年11月Google Now將會被當作是iGoogle的替代功能。2013年5月15日，在Google I/O上，Google宣布即將在桌面平台推出Google Now，但只能能透過Google Chrome或Google Chrome OS使用。後來Google把Google即時資訊從桌面平台Chrome中移除。
2017年7月，Google Now更名为Google Feed。2018年9月，又再度更名為Discover。

## 功能
Google即時資訊為Google搜尋應用程式的一部分。它可以識別使用者在設備上重複的動作（常見的位置、重複的日曆活動、搜尋歷史......等），並以「卡片」（Cards）的方式向使用者提供相關資訊。此系统使用了Google知識圖譜計畫，透過整合詳細的搜尋結果分析並分析結果的意義和關聯。電子商務網站多利用此功能於物流狀況通知。
Google Now可能無法在使用者的所在地區提供所有卡片。
即時資訊卡片清單：
- 活動摘要（顯示過去一個月使用者所步行或騎行的大略距離）
- 生日（在使用者生日當天顯示關於使用者出生日期的趣聞，並提醒好友的生日）
- 附近活動（在附近有重大活動舉辦之前顯示，包括使用者喜愛的歌手舉辦演唱會，或其他預定舉辦的熱門活動）
- 航班（在使用者所搜尋的航班即將起飛前顯示）
- Gmail：預訂活動與入場票券（在Gmail確認的預定活動開始前顯示。購買電影票之後，系統會在使用者需要出發前往電影院時提醒使用者）
- Gmail：航班（在Gmail確認的航班起飛前，或在Gmail中收到登機證時顯示）
- Gmail：旅館（當使用者收到確認電子郵件及預定退房前顯示）
- Gmail：包裹（在使用者收到線上購物的寄貨通知時顯示。部分出貨商的卡片會依照運貨狀態更新，如顯示出貨中或已到貨。使用者可透過各張卡片的連結，查詢詳細的追蹤資訊）
- Gmail：餐廳（在Gmail確認的餐廳訂位時間將至前顯示）
- 電影（顯示附近電影院正在上映的電影；如果附近正在播出使用者感興趣的電影，卡片也會告訴使用者）
- 新聞更新（顯示與使用者最近閱讀過的新聞報導相關之最新內容）
- 下一個預約行程（在預定會面開始前顯示）
- 附近拍照景點（當使用者在熱門拍照景點附近時顯示）
- 地方資訊（顯示附近的商家與其他使用者可能感興趣的地方。如果使用者在博物館或商店，可以使用相機查詢藝術作品或取得產品資訊）
- 災害快報（顯示國家氣象局、美國地質調查中心和其他類似服務單位針對使用者的所在位置提供的公開公告資訊）
- 大眾運輸（在公車站、火車站或其他大眾運輸車站附近時顯示相關時刻表）
- 房地產（如果使用者已廣泛搜尋過物件資訊，或是接近銷售的物件，卡片即會顯示）
- 研究主題（當使用者近期使用Google搜尋研究特定主題（例如計劃中的旅行）時顯示）
- 運動賽事（在使用者感興趣的隊伍比賽開始、進行中及結束後顯示）
- 股票（定期顯示使用者所關注的股票。如需瞭解詳情，請參閱關於股票卡）
- 路況（在使用者的日常通勤時間前顯示）
- 旅遊：貨幣（顯示所在位置最新的貨幣換算資訊）
- 旅遊：附近景點（當使用者在知名景點（例如餐廳、博物館和咖啡廳）附近時顯示）
- 旅遊：居住地時間（當使用者在和平時不同的時區時定時顯示）
- 旅遊：翻譯（當使用者在國外旅行時顯示，以協助使用者翻譯字詞與語句）
- 氣象（定時顯示住家、工作地點或目前位置目前的天氣資訊和氣象預測）

## 评价
CNET的斯科特·韦伯斯特称赞了Google Now中基于过往位置历史和签到的事件提醒能力，并推荐了其提供的不需用户请求的“清晰、直观的即时信息”。另外，Ars Technica的瑞安保罗在评论中表示，与其他大多数语音控制应用（包括Siri）相似，语音识别是一个重要的问题。然后，保罗指出，输入查询能力为用户提供了更多的选择。

## 地区限制
自Google即时发布之始至今，Google即时一直无法在中国大陆地区正常使用。Android版本Google搜索应用设置中Google即时的选项无法被开启，提示“您所在的国家/地区尚未推出Google即时”。
因澳門還不支援Google的位置回報功能，所以澳門還不能使用Google Now。

## Google即时桌面
2014年2月27日，Google在Play Store上架了Google即时桌面。Google即时桌面可于Android 4.4以上的Android系统執行，它整合了Android原生启动器与Google即时，桌面主畫面中会显示Google即时贴，在主畫面中随时说出“OK Google”即可开始语音搜索。